# Красноярские Столбы (станция)
Красноярские столбы — железнодорожная станция Красноярской железной дороги в посёлке Базаиха, входящем в черту Красноярска.
На станции три пути, уложенные в виде парка-трапеции. Имеется несколько действующих подъездных путей. Платформа и вокзал находятся у первого пути. Названа в честь национального парка «Красноярские Столбы». Примерно до 2003 года на станции разъезжались электропоезда. с 2018 года снова используется для разъезда электропоездов.